# Цайдам
37°16′00″ пн. ш. 94°27′00″ сх. д. / 37.266666666667° пн. ш. 94.45° сх. д.
Цайдам, Цайдамська котловина чи западина — тектонічна западина біля північно-східної околиці Тибетського нагір'я в Китаї. Назва походить від монгольського слова цайдам — солончак, мілке озеро, солона западина.

## Розташування
Довжина Цайдаму близько 700 км, ширина до 300 км. Дно рівнинне, лежить на висоті 2600—3100 м над рівнем моря. Рівнина оточена горами — з півночі та північного-сходу Наньшань, з півдня Куньлунь, із заходу Алтинтаг.

## Клімат
Клімат різко континентальний, сухий. У Дуньланьси середні температури січня −8,7°, липня +16°, опадів 168 мм на рік.

## Ландшафт та природні зони
Багато невеликих озер, переважно солених. З гір в западину течуть річки які майже усі губляться ще в передгірній зоні. Панують пустелі (галькові, піщані, глинисті), напівпустелі та солончакові пустелі.
За характером поверхні та ландшафтом Цайдам поділяється на 2 частини:
- Північно-західна частина — денудаційна рівнина на висоті 2700—3100 метрів з окремими узвишшями та грядлами та широко розвинутими пісками. Ця частина майже безводна і дуже пустельна. Рідка рослинність трапляється лише навколо солених озер та вздовж сухих русел — у вигляді поодиноких кущів.
- Південно-східна частина — головним чином акумулятивна рівнина на висоті 2600—2700 м, центральну частину якої займають великі солончаки. Відділена від північно-західної частини виступом заввишки 100 метрів. Ця частина менш пустельна. у передгір'ях де виходять на поверхні прісні води зустрічається трав'яниста рослинність з очеретів, осоки та деяких злаків, а на менш зволожених ділянках — зарості тамариску, хармику, низькорослої тростини та джузгуну.

## Корисні копалини
У межах Цайдаму знайдено поклади кам'яного вугілля та нафти, величезні поклади солі, а також золота, срібла, міді, олова, бури та інших.